# Rikard Östlin
Nils Rikard Östlin, född 16 januari 1994, är en svensk fotbollsspelare.

## Karriär
Östlins moderklubb är Högadals IS. Som 15-åring gick han till Asarums IF. Efter ett år i Asarum gick Östlin till Mjällby AIF, där han under sommaren 2013 flyttades upp i A-laget. Östlin debuterade för Mjällby i Allsvenskan 2013 som inhoppare mot BK Häcken på hemmaplan.
Under 2015 lånades Östlin ut till Asarums IF för att få matchträning. I september 2015 drabbades han av sin andra korsbandsskada. Innan skadan spelade Östlin tre matcher för klubben i Division 2. Inför säsongen 2016 skrev Östlin på för Asarums IF.